# Oldřichovec
Oldřichovec (německy Ulrichsdorf) je malá vesnice, část obce Smilkov v okrese Benešov. Nachází se asi 3 km na východ od Smilkova. Prochází zde silnice I/3. V roce 2009 zde bylo evidováno 27 adres. Oldřichovec leží v katastrálním území Kouty u Smilkova o výměře 7,2 km².

## Historie
První písemná zmínka o vesnici pochází z roku 1352.

## Pamětihodnosti
- Kostel svatého Havla